# Marsippospermum gracile
Marsippospermum gracile là một loài thực vật có hoa trong họ Juncaceae. Loài này được (Hook.f.) Buchenau mô tả khoa học đầu tiên năm 1879.